# Lombardoite
La lombardoite (simbolo IMA: Lmb) è un raro minerale del supergruppo della brackebuschite; appartiene alla famiglia dei "fosfati, arseniati e vanadati" e possiede composizione chimica Ba2Mn3+(AsO4)2(OH).
La lombardoite è l'analogo dell'arsenico della tokyoite e l'analogo del bario dell'aldomarinoite. Sono noti due suoi politipi: uno monoclino con gruppo spaziale P21/m e uno triclino con gruppo spaziale P1.

## Etimologia e storia
La lombardoite è stata chiamata in questo modo in onore di Bruno Lombardo (1944-2014), geologo e petrologo del Consiglio Nazionale delle Ricerche (C.N.R.), per i suoi contributi alla comprensione dell'evoluzione delle catene orogenetiche in tutto il mondo.
IL suo campione tipo è conservato presso il Museo di scienze naturali di Torino con il numero di catalogo M/U 17111.

## Classificazione
Essendo stata approvata dall'Associazione Mineralogica Internazionale (IMA) nel 2016, la lombardoite non compare nella classica nona edizione della sistematica dei minerali di Strunz, aggiornata dall'IMA fino al 2009.
L'edizione successiva, proseguita dal database "mindat.org", elenca la lombardoite nella classe "8. Fosfati, arseniati, vanadati" e da lì nella sottoclasse "8.B Fosfati, ecc., con anioni aggiuntivi, senza H2O"; questa viene suddivisa più finemente in base alla dimensione dei cationi coinvolti e al rapporto tra anione idrossile e gruppo RO4 (in questo caso R=As), in modo tale da trovare la ferribushmakinite nella sezione "8.BG Con cationi di media e grande dimensione, (OH, ecc.):RO4 = 0,5:1" dove forma il sistema nº 8.BG.05 insieme ad arsentsumebite, arsenbrackebuschite, bearthite, brackebuschite, bushmakinite, calderónite, feinglosite, ferribushmakinite, gamagarite, goedkenite, tokyoite e tsumebite, oltre che a un possibile analogo dell'arsenico della tokyoite e un minerale ancora senza nome designato come UM1994-19-PO:CuHMoPb.

## Abito cristallino
La lombardoite cristallizza nel sistema monoclino con il gruppo spaziale P21/m (gruppo nº 11) con i parametri reticolari a = 7,8636(1) Å, b = 6,13421(8) Å, c = 9,1197(1) Å e β = 112,660(2)°, oltre ad avere 2 unità di formula per cella unitaria.

## Origine e giacitura
La lombardoite è un minerale raro trovato trovato in metaquarziti; la paragenesi è con aldomarinoite, barite, braunite, calcite, criptomelano, egirina, ematite, manganberzeliite, muscovite e quarzo.
Il minerale è molto raro ed è stato trovato solo nella sua località tipo, la miniera "La Valletta" (44.39528°N 7.09167°E) presso Canosio (Piemonte, Italia).

## Forma in cui si presenta in natura
La lombardoite forma cristalli subedrali in masse sottili di dimensioni inferiori agli 0,5 mm. I cristalli ben formati, tipicamente in compresse lamellari, sono molto rari. Il minerale è trasparente con lucentezza vitrea; il colore è marrone-rosso scuro mentre quello del suo striscio è arancione-giallo.

## Proprietà ottiche
La lombardoite mostra un visibile pleocroismo con colori che vanno dal marrone giallastro lungo {\displaystyle x}, al marrone lungo {\displaystyle y} al marrone rossastro lungo {\displaystyle z}.